# Gioacchino Guaragna
Gioacchino Guaragna (ur. 14 czerwca 1908 w Mediolanie, zm. 19 kwietnia 1971 tamże) – włoski florecista, trzykrotny medalista olimpijski i wielokrotny medalista mistrzostw świata.
Na igrzyskach olimpijskich w Amsterdamie w 1928 roku razem z Ugo Pignottim, Giorgio Pessiną, Giulio Gaudinim, Oreste Pulitim i Giorgio Chiavaccim zdobył drużynowo złoty medal. Indywidualnie nie startował. Na rozgrywanych cztery lata później igrzyskach olimpijskich w Los Angeles wspólnie z Giulio Gaudinim, Gustavo Marzim, Ugo Pignottim, Rodolfo Terlizzim i Giorgio Pessiną zdobył srebro w turnieju drużynowym. Następnie był czwarty indywidualnie, w rundzie finałowej wygrywając pięć z dziewięciu pojedynków. Brał też udział w igrzyskach olimpijskich w Berlinie w 1936 roku, gdzie Włosi w składzie: Manlio Di Rosa, Giulio Gaudini, Gioacchino Guaragna, Gustavo Marzi, Giorgio Bocchino i Ciro Verratti zdobyli złoty medal drużynowo. W zawodach indywidualnych był tym razem piąty, wygrywając w rundzie finałowej trzy z siedmiu pojedynków. 
Wielokrotnie zdobywał medale mistrzostw świata (oficjalnie rozgrywanych pod tą nazwą dopiero od 1937). Pierwszy medal zdobył podczas mistrzostw świata w Vichy w 1927 roku, gdzie w turnieju indywidualnym zajął trzecie miejsce za rodakiem Oreste Pulitim i Francuzem Philippe'em Cattiau. Następnie zdobywał złote medale na mistrzostwach świata w Budapeszcie (1933) i mistrzostwach świata w Pieszczanach (1938), a na mistrzostwach świata w Liège (1930) był ponownie trzeci, tym razem za Gaudinim i Marzim. Zdobywał również złote medale w zawodach drużynowych na: mistrzostwach świata w Neapolu (1929), mistrzostwach świata w Liège (1930), mistrzostwach świata w Wiedniu (1931), mistrzostwach świata w Budapeszcie (1933), mistrzostwach świata w Warszawie (1934) i mistrzostwach świata w Pieszczanach (1938).